# Christine Taylor
Pour les articles homonymes, voir Taylor.
Christine Joan Taylor est une actrice américaine née le 30 juillet 1971 à Allentown, en Pennsylvanie (États-Unis).

## Biographie
Née à Allentown, en Pennsylvanie, elle est la fille de Joan, femme au foyer et de Skip Taylor, propriétaire d'une entreprise de sécurité. Elle a grandi à Wescosville, en Pennsylvanie. Christine a un frère, Brian. Elle est scolarisée au Allentown Central Catholic High School.

### Carrière
Sa carrière d'actrice débute en 1989 à 18 ans dans la série Hey Dude, diffusée sur Nickelodeon, où elle incarne Melody Hanson, rôle qu'elle tiendra jusqu'en 1991, puis enchaîne des seconds rôles dans des séries comme Dallas, Sauvés par le gong et Corky, un adolescent pas comme les autres. En 1996, elle obtient un premier rôle important : elle reprend le rôle de Parker Posey dans la version télévisée du film Party Girl (Traquenard). Malheureusement, la série ne dura que quatre épisodes.
Après Party Girl, la carrière de Taylor progresse rapidement, marquée par ses apparitions télévisées notamment dans trois épisodes de Friends (dans le rôle de Bonnie, à la fin de la saison 3) et dans Seinfeld (dans le rôle d'Ellen, dans la saison 8). En 1995, Taylor prête ses traits au personnage de Marcia Brady dans La Tribu Brady et Les Nouvelles Aventures de la famille Brady, adaptation cinématographique de la série The Brady Bunch.
Elle a joué dans un épisode de la série Spin City le rôle de Catherine Moore, la sœur de Caitlin Moore (Heather Locklear), dont Mike Flaherty (Michael J. Fox) s'amourache, dans la saison 4.
En 1998, elle incarne la cousine de Drew Barrymore dans Demain on se marie et a fait plusieurs apparitions humoristiques dans Ellen. Elle participe également aux films humoristiques Zoolander, incarnant la journaliste Matilda Jeffries et Dodgeball ! Même pas mal !, jouant l'experte d'une banque — films dans lesquels se trouve son mari de l'époque, Ben Stiller. En 2006, elle apparaît en guest star dans Earl, puis en juillet de la même année, Ben Stiller a annoncé son intention de diriger une série de comédie sur CBS avec sa femme, mais la série n'a jamais été diffusée.
Elle a partagé la vedette avec Mandy Moore dans Dédicaction et License to Wed.

### Vie privée
Elle a eu une liaison avec Matthew Lillard en 1991
Entre 2000 et 2017, elle fut mariée avec Ben Stiller et a avec lui une fille prénommée Ella Olivia en 2002et un garçon prénommé Quilin Dempsey né en 2005. En 2022, les deux acteurs, séparés depuis 2017, sont à nouveau en couple après avoir vécu ensemble pendant la pandémie.

## Filmographie

### Cinéma
- 1993 : Calendar Girl, de John Whitesell : Melissa Smock
- 1993 : Showdown, de Robert Radler : Julie
- 1994 : La Nuit des Démons 2 (vidéo), de Brian Trenchard-Smith : Terri
- 1995 : Un pas vers la liberté (Breaking Free), de David Mackay : Brooke Kaufman
- 1995 : La Tribu Brady (The Brady Bunch), de Betty Thomas : Marcia Brady
- 1996 : Dangereuse Alliance (The Craft), d'Andrew Fleming : Laura Lizzie
- 1996 : Les Nouvelles aventures de la famille Brady (A Very Brady Sequel), d'Arlene Sanford : Marcia Brady
- 1996 : Cat Swallows Parakeet and Speaks!, d'Ileana Pietrobruno : Ballerina
- 1997 : Petits cauchemars entre amis (Campfire Tales), de David Semel : Lauren (segment The Campfire)
- 1998 : All About Sex (en) (Denial), d'Adam Rifkin : Sammie
- 1998 : Wedding singer - Demain on se marie ! (The Wedding Singer), de Frank Coraci : Holly
- 1998 : Livraison Express, de Jason Bloom (en) : Kimberly Jasney
- 1999 : Desperate But Not Serious, de Bill Fishman : Lili
- 1999 : Y a-t-il un parrain pour sauver la mafia ? (Kiss Toledo Goodbye), de Lyndon Chubbuck : Deeann Emory
- 2001 : Zoolander, de Ben Stiller : Matilda Jeffries
- 2004 : Dodgeball ! Même pas mal ! (Dodgeball: A True Underdog Story), de Rawson Marshall Thurber : Kate Veatch
- 2004 : The First Year's A Bitch, de Nina R. Sadowsky : Andrea
- 2006 : Room 6, de Michael Hurst : Amy Roberts
- 2007 : Dedication, de Justin Theroux : Allison
- 2007 : Kabluey, de Scott Prendergast : Betty
- 2007 : Permis de mariage (License to Wed), de Ken Kwapis : Lindsey Jones
- 2008 : Tonnerre sous les Tropiques (Tropic Thunder), de Ben Stiller: Rebecca
- 2008 : Kabluey : Betty
- 2010 : Farewell Mr. Kringle : Anna
- 2011 : Rip City : Janet Marsh
- 2012 : The First Time : La mere d'Aubrey
- 2016 : Zoolander 2 de Ben Stiller : Matilda Jeffries
- 2016 : Little Boxes : Joan
- 2020 : Friendsgiving : Brianne

### Télévision
- 1989 : Hey Dude (série télévisée) : Melody Hanson (62 épisodes, 1989-1991)
- 1991 : Dallas (feuilleton TV) : Margaret Barnes (1 épisode, 1991)
- 1991 : Corky, un adolescent pas comme les autres (Life Goes On) (série télévisée) : Drama Student #1 (1 épisode, 1991)
- 1991 : Sauvés par le gong (Saved by the Bell) (série télévisée) : Heather Brooks (1 épisode, 1991)
- 1992 : Petite Fleur (Blossom) (série télévisée) : Patti (1 épisode, 1992)
- 1995 : Caroline in the City (série télévisée) : Debbie (1 épisode, 1995)
- 1995 : Les Monstres (Here Come the Munsters) (téléfilm), de Robert Ginty : Marilyn Hyde (Munster)
- 1995 : Ellen (série télévisée) : Karen Lewxs (2 épisodes, 1995)
- 1996 : Party Girl (série télévisée) : Mary (4 épisode, 1996)
- 1996 : To the Ends of Time (téléfilm), de Markus Rothkranz : Princess Stephanie
- 1997 : Rewind (série télévisée) : Dana
- 1997 : Murphy Brown (série télévisée) : Taffy (1 épisode, 1997)
- 1997 : Seinfeld (série télévisée) : Ellen (1 épisode, 1997)
- 1997 : Friends (série télévisée) : Bonnie (3 épisodes, 1997)
- 1999 : Heat Vision and Jack (téléfilm), de Ben Stiller : The Sheriff
- 1999 : Love Therapy (Cupid) (série télévisée) : Yvonne (1 épîsode, 1999)
- 2000 : Spin City (série télévisée) : Catherine Moore, Caitlin's Sister (1 épisode, 2000)
- 2003 : Harry's Girl (téléfilm) - réalisateur inconnu : Harry's Girl
- 2004 : Larry et son nombril (Curb Your Enthusiasm) (série télévisée) : Christine Taylor (3 épisodes, 2004)
- 2005 : The Commuters (téléfilm), de Stephen T. Kay : Sandy
- 2005 : Arrested development - Les nouveaux pauvres (Arrested Development) (série télévisée) : Sally Sitwell (2 épisodes, 2005)
- 2006 : 52 Fights (téléfilm), de Luke Greenfield : Jennifer
- 2006 : Earl (My Name Is Earl) (série télévisée) : Alex Meyers (1x16)
- 2006 : American Dad! (série télévisée) : Candy (1 épisode, 2006)
- 2007 : Untituled Christine Taylor Project (téléfilm), de Ben Stiller : C.J.
- 2010 : Phinéas et Ferb (série télévisée) : Super villain's nagging wife (série télévisée) (1 épisode, 2010)
- 2010 : Hannah Montana Forever (Hannah Montana saison 4) (série télévisée) : Lori
- 2010 : L'Arbre des Vœux (Farewell Mr. Kringle) : Anna Wall
- 2017 : Elementary : Ms. Linquest (saison 5 d'Elementary, épisode 14)
- 2017 : Odd Mom Out : Barrett
- 2018 : Insatiable : Gayle Keene
- 2021 : iCarly : Argenthina Woolridge
- 2023 : High Desert : Dianne

### Voix françaises
En France
- Hélène Chanson[5] dans :
  - Spin City (série télévisée)
  - L'Arbre des vœux (téléfilm)

et aussi
- Martine Irzenski dans Permis de mariage[5]
- Malvina Germain dans Friends[5] (série télévisée)
- Claire Guyot dans Wedding Singer[5]
- Véronique Alycia dans Les Monstres (téléfilm)
- Véronique Volta dans Zoolander
- Véronique Biefnot dans The First time
- Estelle Simon dans Dodgeball, même pas mal !
- Pascale Chemin dans Arrested Development[5] (série télévisée)
- Nathalie Spitzer dans Zoolander 2[5]